# Habrosanthus
Habrosanthus is een geslacht van zeeanemonen uit de klasse van de Anthozoa (bloemdieren).

## Soort
- Habrosanthus bathamae Cutress, 1961